# Cimetière militaire britannique de Bécourt
Le Cimetière militaire britannique de Bécourt (en anglais : Bécourt CWGC military cemetery) est un cimetière militaire britannique avec des morts de la Première Guerre mondiale, situé dans le village français de Bécordel-Bécourt dans le département de la Somme, en région Hauts-de-France, à deux kilomètres à l'est d'Albert.

## Présentation
Le cimetière a été conçu par Herbert Baker et est situé rue d'Albert dans le hameau de Bécourt, à 1 600 m au nord du centre du village (Église Saint Vaast). Il a un plan au sol rectangulaire avec une petite saillie sur le côté sud et une superficie de 4 327 m2. Le cimetière est entouré d'un mur en pierre naturelle. Dans une partie semi-circulaire incurvée vers l'intérieur du mur, sept marches mènent à un bâtiment d'entrée carré avec deux passages voûtés. Sur le même axe de l'entrée, mais du côté opposé, se trouve un bâtiment similaire. Entre les deux se trouve la Pierre du souvenir. La Croix du Sacrifice se dresse sur une terrasse surélevée au centre contre le mur ouest.
713 morts sont enterrés, dont 8 non identifiés, et dont un décédé dans le cimetière même, âgé de 20 ans.
Le cimetière est entretenu par la Commonwealth War Graves Commission.

### Sépultures
| Pays                 | Sépultures |
| -------------------- | ---------- |
| Royaume-Uni          | 599        |
| Canada               | 31         |
| Australie            | 72         |
| Afrique du Sud       | 3          |
| non identifiés       | 8          |
| Total armée de terre | 713        |

Les victimes identifiées comprennent désormais 599 Britanniques, 72 Australiens et 31  Canadiens et 3 sud-africains. Un britannique est commémoré avec un  Mémorial spécial   parce que sa tombe ne pouvait plus être localisée et on suppose qu'il est sous une pierre tombale sans nom.

## Histoire
Le cimetière a été créé en août 1915 par la «51e division (Highland)» et utilisé par le «18e» et d'autres divisions du front jusqu'à la bataille de la Somme en 1916. Jusqu'en avril 1917, il était principalement utilisé par les hôpitaux de campagne. La partie II (dans la partie qui dépasse du côté sud) est en surplomb et a été créée par la 18e division à la fin du mois d'août 1918,,.

## Remarquables

### Militaires distingués
- Jasper Fitzgerald Radcliffe , lieutenant-colonel dans le  Devonshire Regiment ,  John Plunkett Verney Hawksley , lieutenant dans la  Royal Field Artillery  et  Norman Martin , lieutenant avec les Cameron Highlanders ont reçu le Distinguished Service Order (DSO).
- «Thomas Sowerby Rowlandson», capitaine dans le «Yorkshire Regiment», «Hugh Russell Wilson», «Capitaine dans le« Durham Light Infantry »,« J.B.N. Carvick , Lieutenant dans `` Australian Infantry, AIF , `` Walter Creasy , Lieutenant dans `` Canadian Field Artillery , `` Clarence Espeut Lyon Hall , Lieutenant dans le `` South Wales Borderers »et« John Milloy McCrone », sous-lieutenant des« Argyll and Sutherland Highlanders »ont reçu la Military Cross (MC).
- `` Thomas Green , sous-lieutenant dans la `` Royal Garrison Artillery  et `` Alfred William White , caporal dans le `` The Queen's (The Queen's (Royal West Surrey Regiment) , ont reçu le Distinguished Conduct Medal (DCM).
- Sergent  Sidney Jelley  (The Queen's (Royal West Surrey Regiment), les caporaux  JA McGowan  (Cameron Highlanders) et  G. Brenchley  (The Buffs (East Kent Regiment), artilleur  Erin Danbey Berry  (Canadian Field Artillery) et les soldats  W. Hennessy  (Northumberland Fusiliers) et  John Dempster  (Machine Gun Corps (Infantry)) ont reçu la Military Medal (MM ).

### Mineurs militaires
- `` Bertie Victor Moore , artilleur dans le `` King's Royal Rifle Corps  avait 16 ans lorsqu'il mourut le 25 août 1916.
- les soldats  J.W. Phillimore  (Essex Regiment),  Lyell Pocock  (Australian Infantry A.I.F.) et  Albert George Povey  (Royal Berkshire Regiment) avaient 17 ans lorsqu'ils sont morts.

### Alias
- le tireur «Thomas McGucking» a servi sous le  alias «T. McGregor  à la `` Royal Garrison Artillery .
- L'artilleur `` Austin Carlton Kyle  a servi sous le pseudonyme de `` J. Austin  à la `` Canadian Field Artillery .
- chef d'orchestre  G.R. Brown  a servi sous l'alias  H.V. Payne à l'Australian Field Artillery.
- Le soldat «Maurice Hinchon» a servi sous le nom de son frère (James) dans le «The Buffs (East Kent Regiment)».

## Galerie

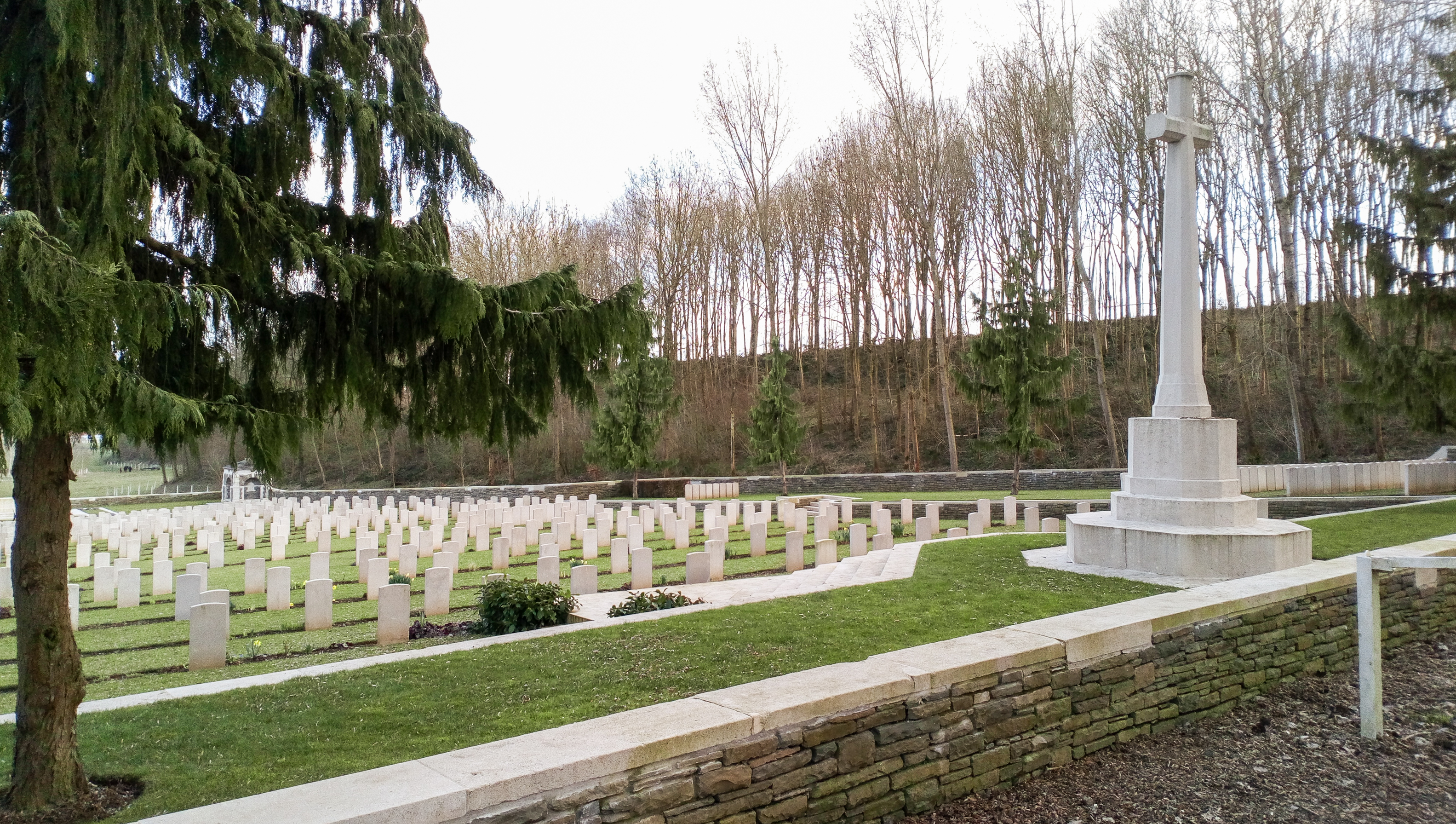
Vue sur la croix du Sacrifice
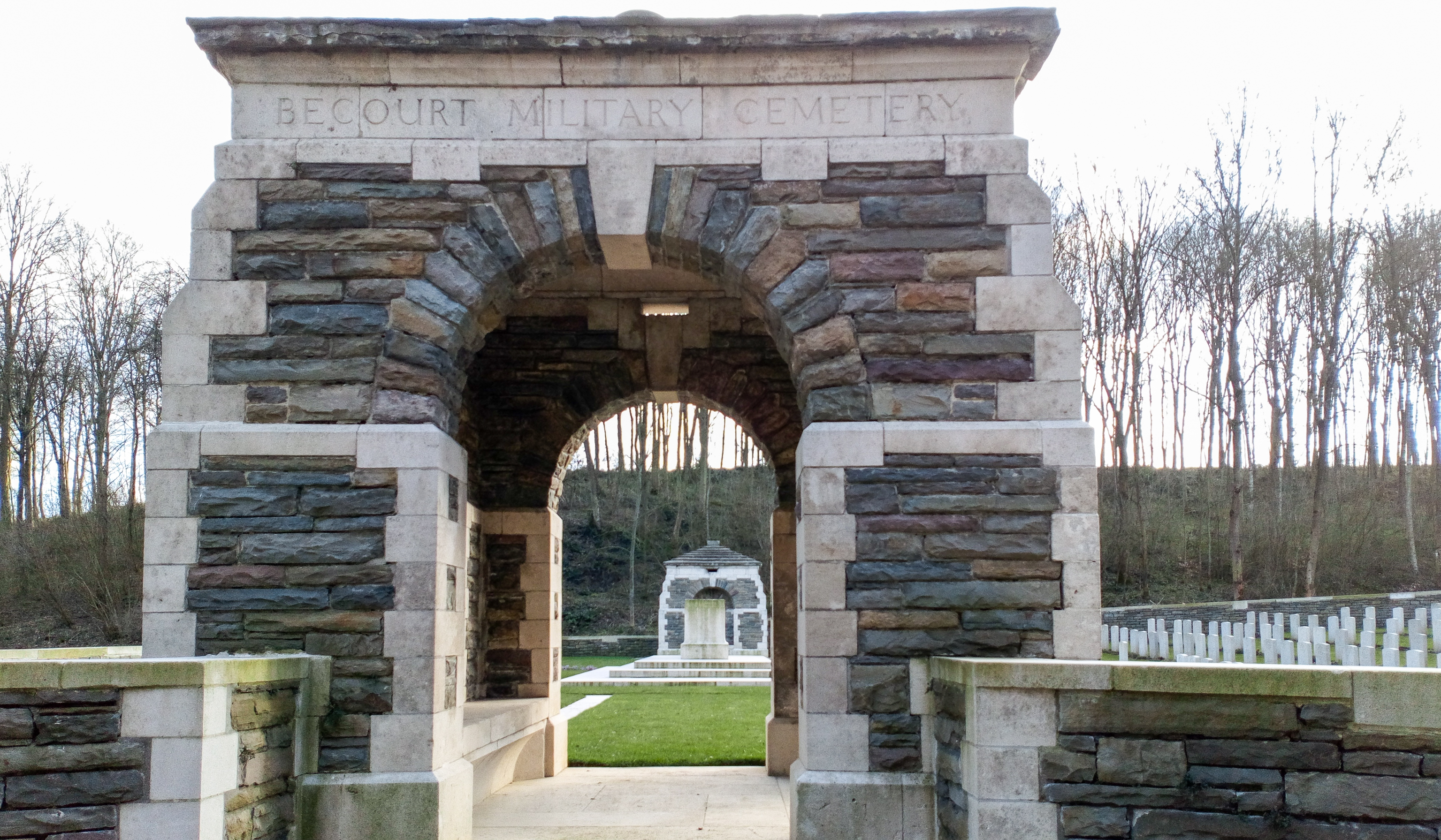
Pavillon d'entrée et deuxième pavillon sous l'arche
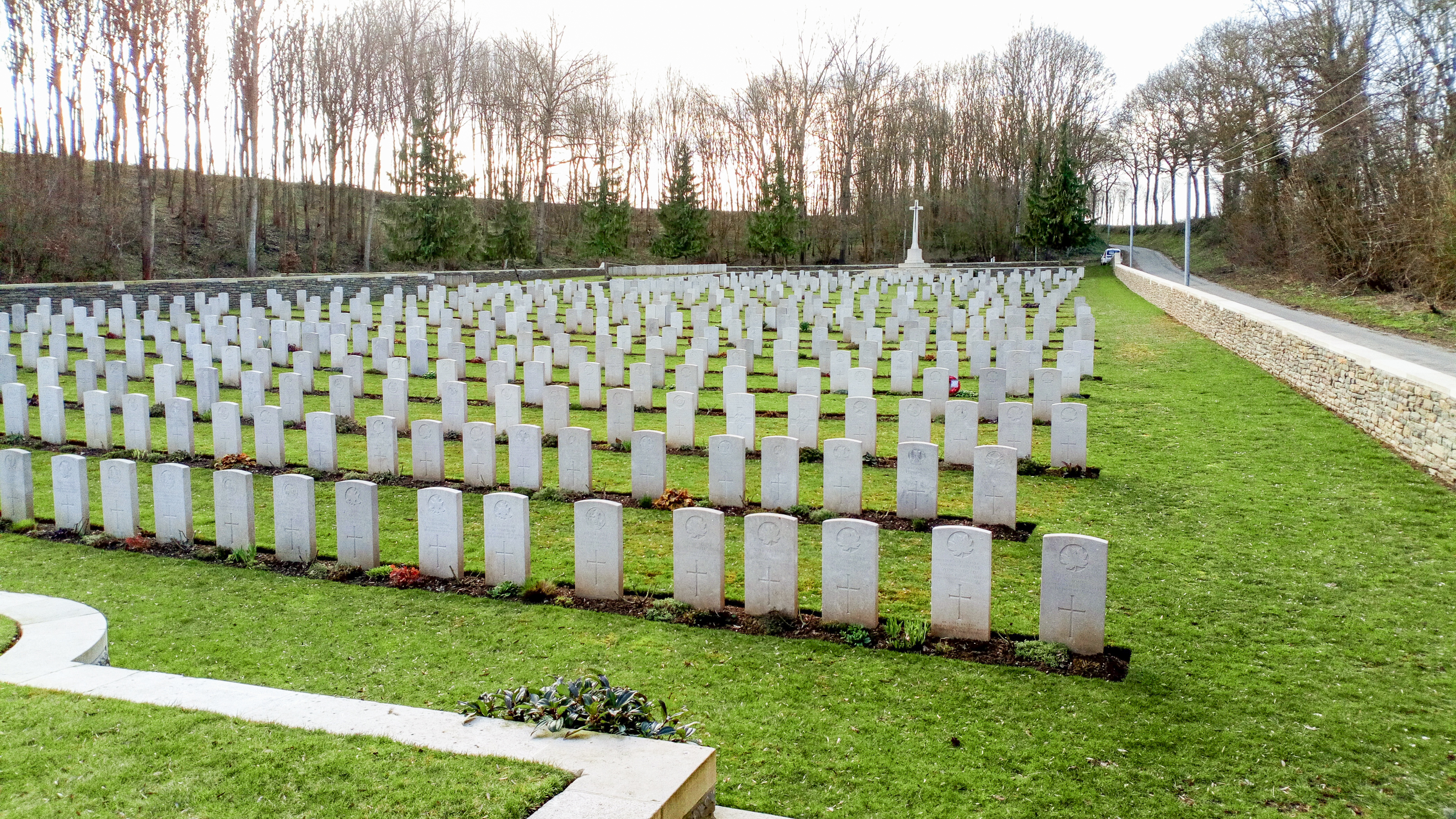
Vue par le bas
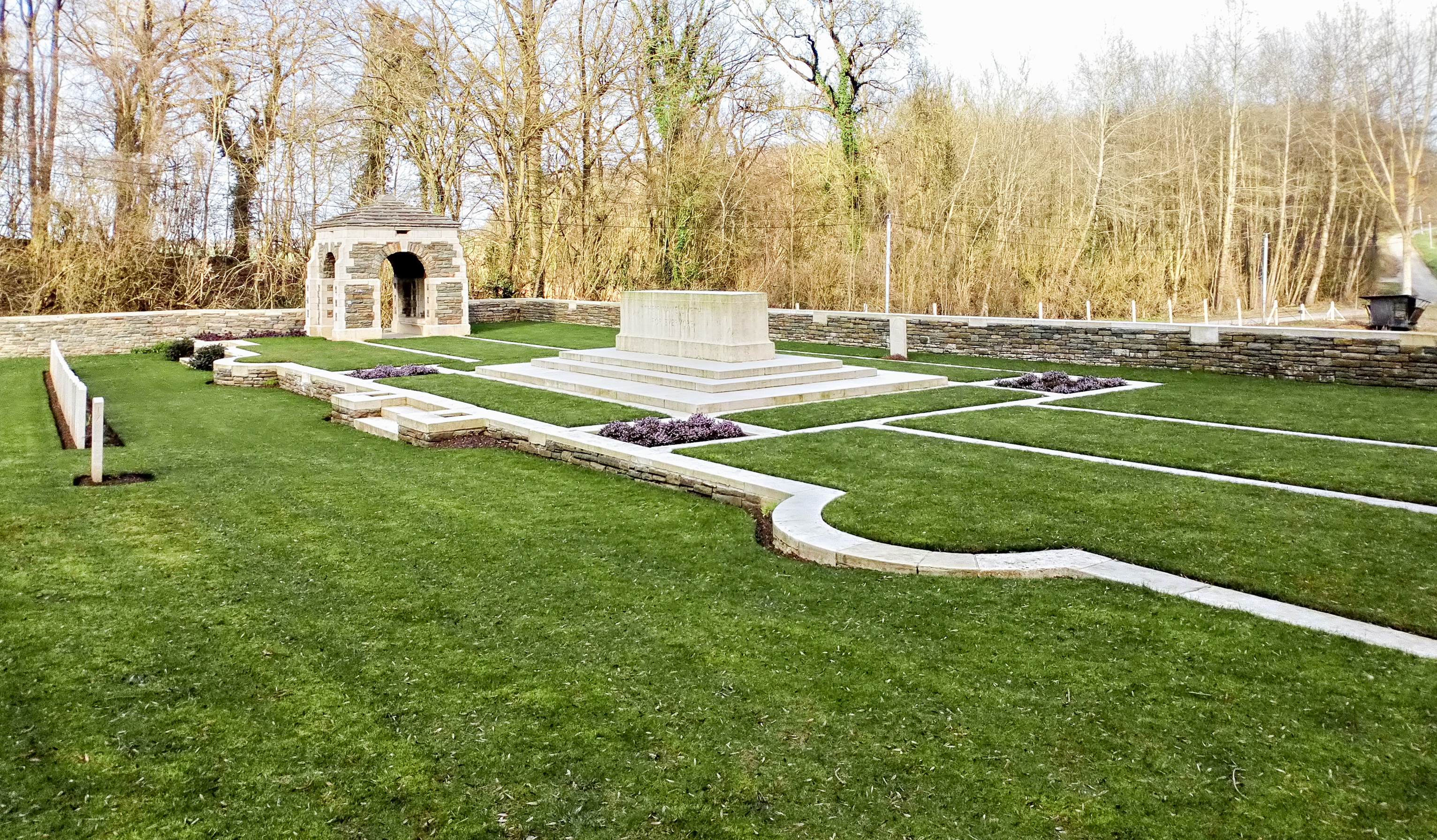
Vue sur la pierre du Souvenir et le pavillon d'entrée
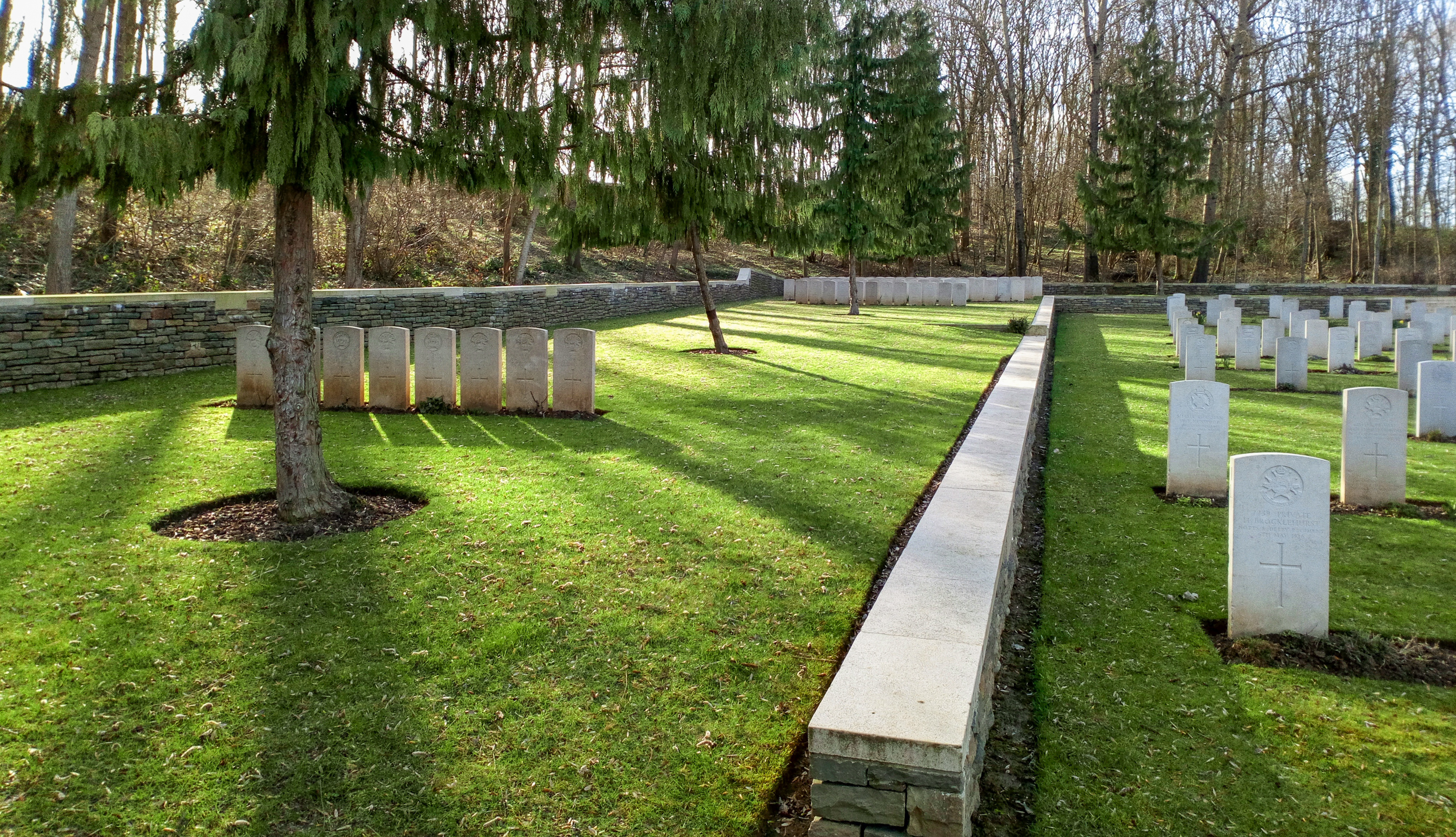
Partie II à gauche en surélévation avec les tombes de 1918
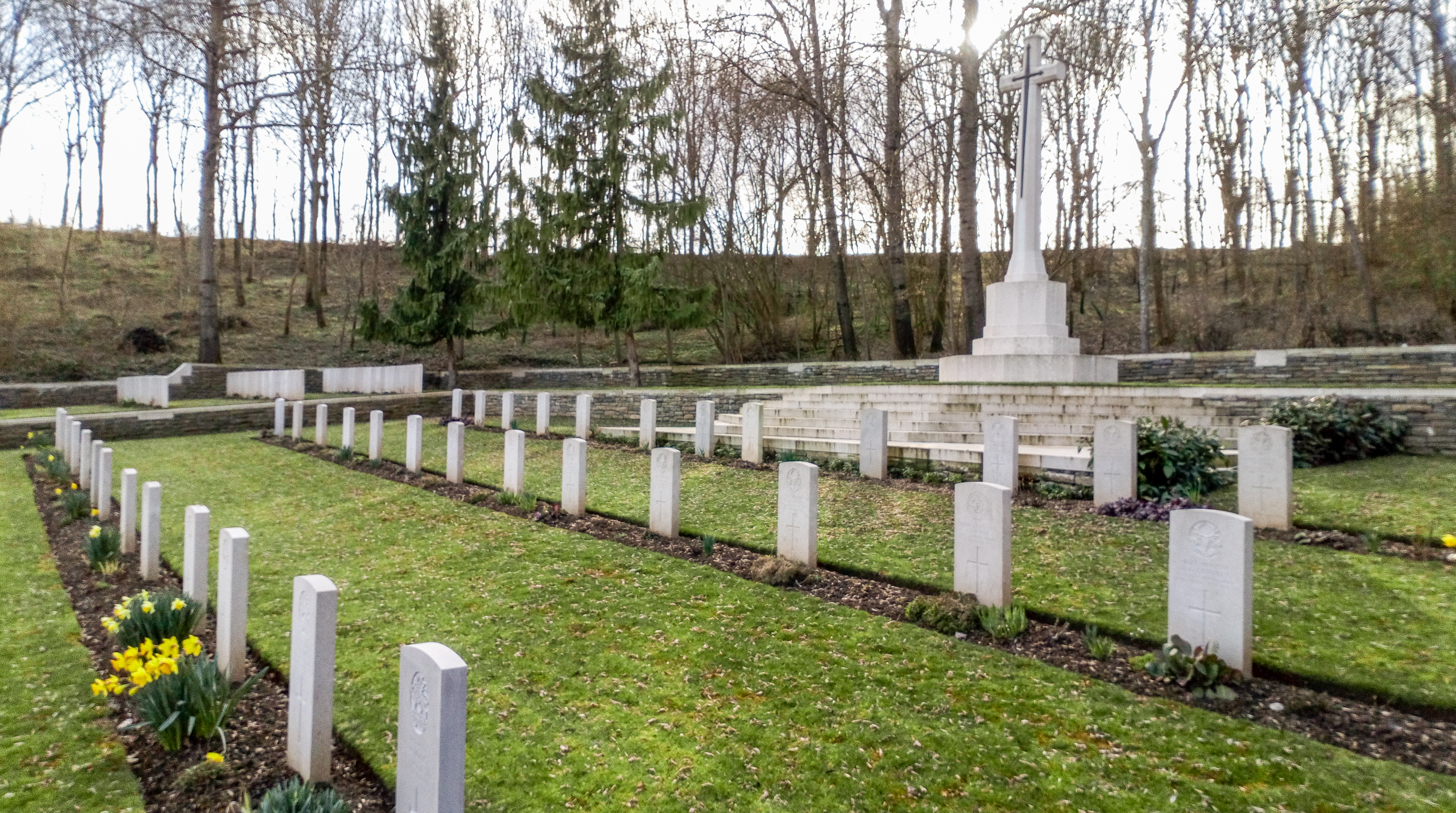
Vue de la partie haute avec en surélévation la partie de 1918
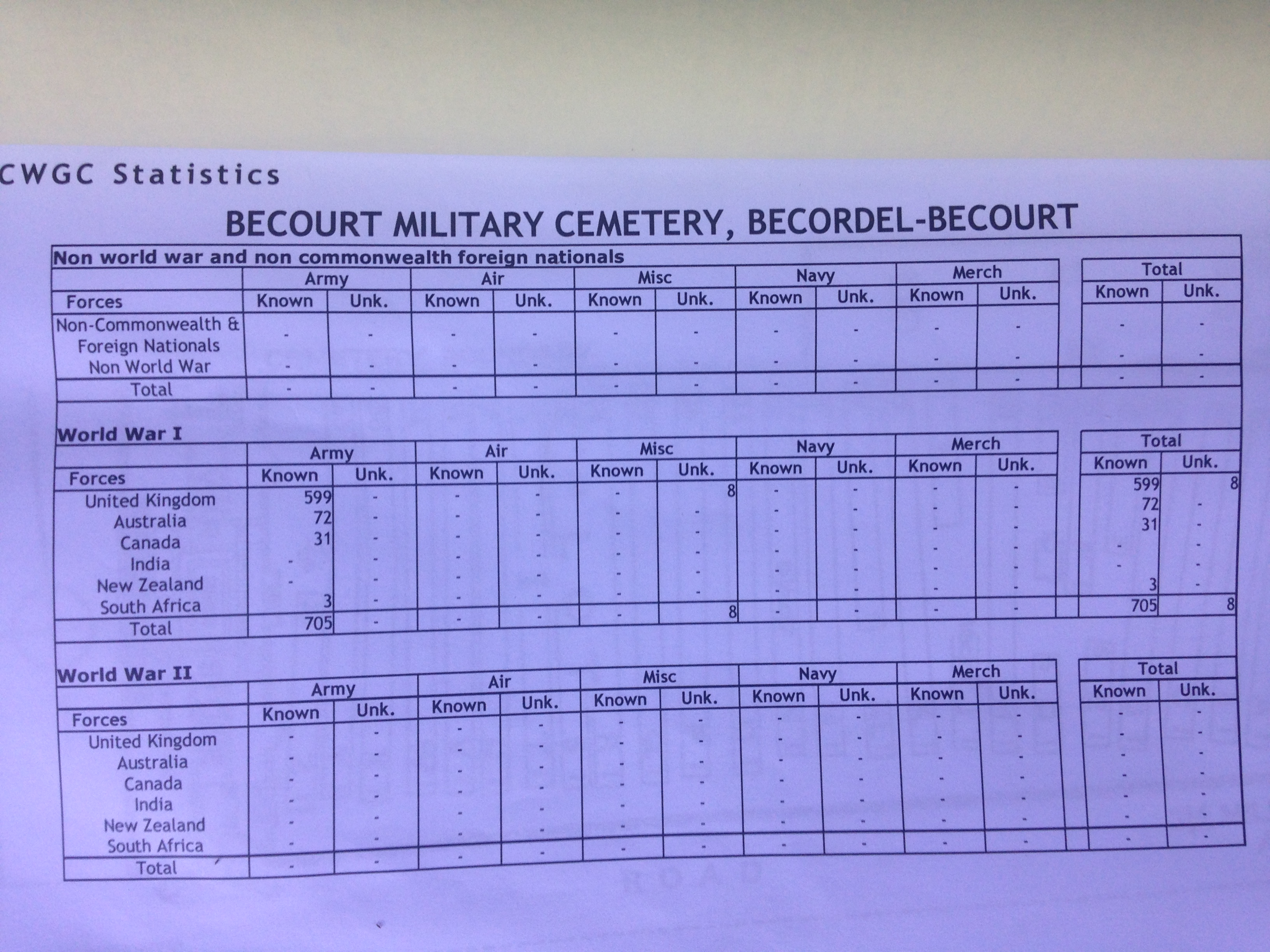
Décomptes chiffrés CWGC

### Note
- (nl) Cet article est partiellement ou en totalité issu de l’article de Wikipédia en néerlandais intitulé « Becourt Military Cemetery » (voir la liste des auteurs).

1. ↑  Cette pierre tombale a le texte ajouté : Connu pour être enterré dans ce cimetière.